# Murzuk
Murzuk (auch Mursuk oder Marzuq; arabisch مرزق, DMG Murzuq) ist eine Stadt in Libyen mit 12.746 Einwohnern (Berechnung für 2010) sowie das historische Zentrum des Fessan (Fezzan). Murzuk ist die Hauptstadt des gleichnamigen Munizip Murzuq.

## Geografie
Murzuk liegt 120 Kilometer südlich von Sabha, dem politischen und wirtschaftlichen Zentrum des Fessan und ist ein wichtiger Verkehrsknotenpunkt in Richtung Südsahara.

## Geschichte

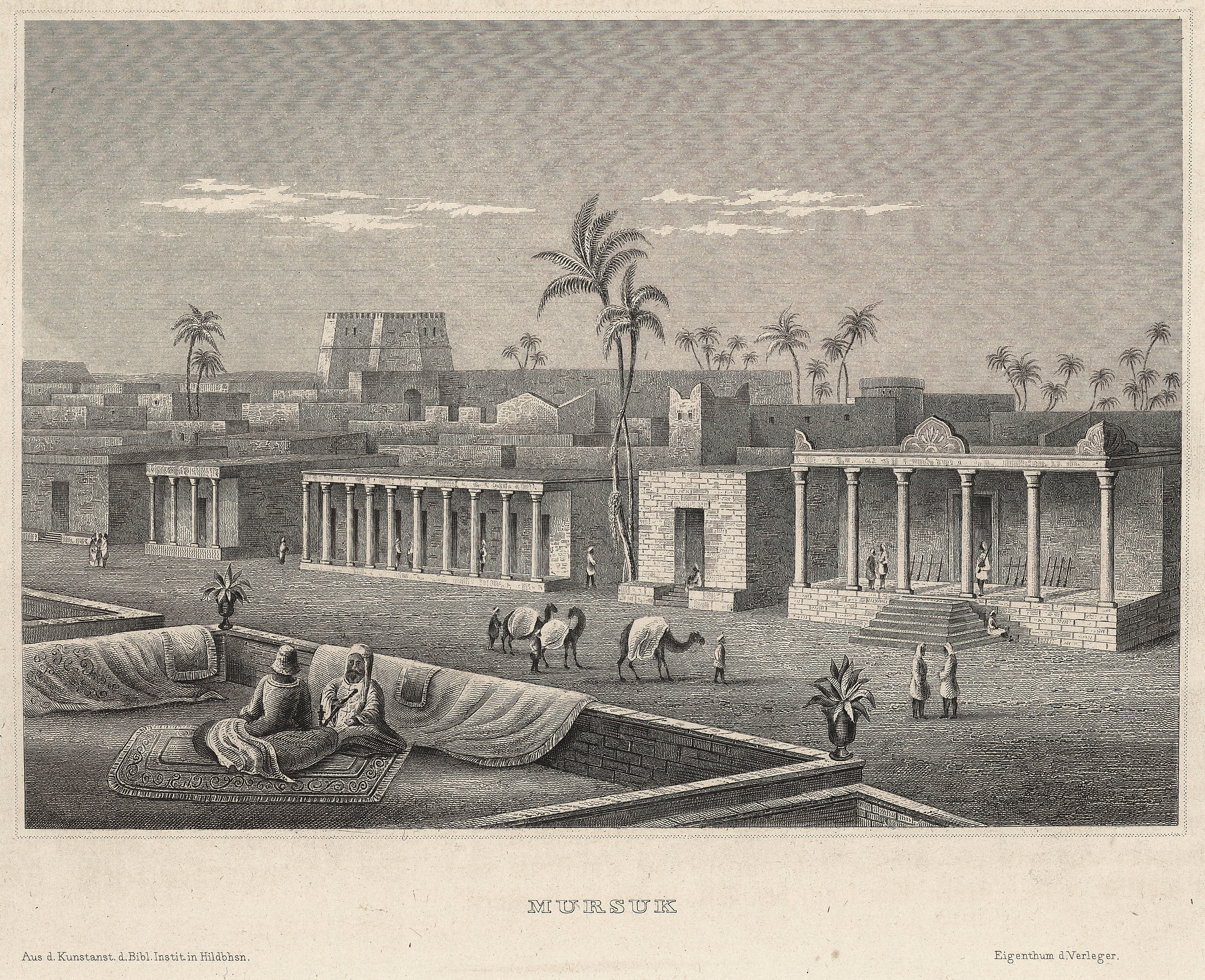
Murzuk Mitte des 19. Jh.

### Altertum
Murzuk löste im 12. Jahrhundert Zuwaylah als Zentrum des Fessan ab und war bis ins 20. Jahrhundert der wichtigste Ort in dieser Saharagegend. Diese Bedeutung basierte auf der Funktion als Drehscheibe für den Transsaharahandel auf der „Bornu-Straße“ zwischen dem Tschadsee und Tripolis. Dort befand sich ein großer Sklavenmarkt.
Aufgrund der wirtschaftlichen Bedeutung war Murzuk auch der Sitz der Herrscher des Fessan. Im 19. Jahrhundert begann aber der Niedergang der Stadt, als der Sklavenhandel von den Kolonialmächten in Westafrika unterbunden wurde und sich wegen der am nördlichen Rand der Stadt befindlichen Salzsümpfe Malaria-Epidemien häuften.

### Neuzeit
Am 29. Oktober 1798 erreichte Friedrich Konrad Hornemann im Auftrag der African Association Murzuk und berichtet später darüber in seinem Reisebericht.
Im Rahmen der offiziellen englischen „African Mission“ kam der Afrikaforscher Heinrich Barth am 6. Mai 1850 nach Murzuk. Nach seiner Beschreibung war die Stadt damals von einer lehmartigen Mauer umfasst, in die drei Tore nach Osten (Haupttor), Norden und Westen eingelassen waren. Auf einer Skizze von seiner Hand sind weiter insbesondere die Residenz des türkischen Statthalters, die Kaserne, die Moschee, das Haus des Scheichs von Bornu und das englische Vizekonsulat zu sehen. Als bedeutend für die Beziehungen Murzuks zu den arabischen Ländern und zum Sudan galt Heinrich Barth die weiträumige Esplanade der Stadt, die einen Großteil der Stadt luftiger, aber für die Hitze auch anfälliger mache. Die Einwohnerschaft betrug zu diesem Zeitpunkt 2.800 Menschen. Die Pflanzungen der Stadt waren in der Umgebung weit verstreut und von auffallend spärlichem Wuchs.
1869 trafen in Murzuk der deutsche Afrikaforscher Gustav Nachtigal und die niederländische Afrikaforscherin Alexine Tinne zusammen.

### Moderne
Nachdem die Italiener schon 1914 Murzuk erstmals besetzt hatten, wurde sie 1930 endgültig erobert. Unter der italienischen Herrschaft, der eine Zeit der französischen Besatzung bis zur Unabhängigkeit Libyens 1951 folgte, verlor Murzuk seine Führungsrolle im Fessan an Sabha. Dennoch wuchs die Bevölkerung und im Jahr 2005 hatte Murzuk 44.000 Einwohner.
Während des Bürgerkriegs in Libyen 2011 eroberten die Rebellen nach eigenen Angaben Murzuk am 17. August. Dem sei ein einstündiges Gefecht zwischen Regierungstruppen und Angehörigen der Tubu vorausgegangen. Bei den Kämpfen seien etwa zwölf Soldaten getötet und fünf Offiziere, darunter ein General, festgenommen worden.